# 李梓瑜
李梓瑜（英語：Lee Zii Yii，1996年9月10日—），馬來西亞退役羽毛球女運動員，其弟李梓嘉同為羽球運動員。

## 簡歷
2014年12月，李梓瑜出戰孟加拉羽毛球國際挑戰賽，在準決賽中以12比21、21比12、19比21不敵來自土耳其的内斯里汉·伊吉特止步4強。
2015年1月，李梓瑜出戰中國羽毛球國際挑戰賽，在首圈因印尼選手尤利娅·约瑟芬·苏珊托棄權，李梓瑜順利晉級次圈但最後以9比21和10比21的成績敗給了中國選手李云。
2015年4月，李梓瑜出戰大阪羽毛球國際挑戰賽，在首圈便以17比21和18比21的成績敗給東道主大堀彩，止步于首圈。
2015年12月，李梓瑜再次出戰孟加拉羽毛球國際挑戰賽，在準決賽中以13比21、13比21不敵來自美國的王苑力并再次止步于4強。

## 主要比賽成績
只列出曾進入準決賽的國際賽事成績：
| 年份   | 賽事                   | 公開賽級別 | 項目     | 成績   |
| ------ | ---------------------- | ---------- | -------- | ------ |
| 2014年 | 孟加拉羽毛球國際挑戰賽 | 國際挑戰賽 | 女子單打 | 準決賽 |
| 2015年 | 孟加拉羽毛球國際挑戰賽 | 國際挑戰賽 | 女子單打 | 準決賽 |

| 2007-2017年 | 首要超級賽 | 超級賽 | 黃金大獎賽 | 大獎賽 | 國際挑戰賽 | 國際系列賽 | 未來系列賽 | 其他 |

| 2018-2026年 | 總決賽 | 超級1000賽 | 超級750賽 | 超級500賽 | 超級300賽 | 超級100賽 | 國際挑戰賽 | 國際系列賽 | 未來系列賽 | 其他 |